# Cypress (Kalifornija)
Cypress je grad u američkoj saveznoj državi Kalifornija. Prema popisu stanovništva iz 2010. u njemu je živjelo 47,802 stanovnika.